# 순창 삼인대
순창 삼인대(淳昌 三印臺)는 대한민국 전북특별자치도 순창군 팔덕면에 있는, 조선시대에 만들어진 비각(碑閣)이다. 1973년 6월 23일 전북특별자치도 유형문화재 제27호로 지정되었다.

## 개요
삼인대는 조선 중종 10년(151년)에 폐비 신씨의 복원을 주창하는 순창군수 김정, 담양부사 박상, 무안현감 류옥의 행적을 기념하기 위한 비석과 비석을 보호하기 위한 작은 건물이다.
폐위된 연산군의 처남으로 중종반정때 피살된 좌의정 신수근의 딸인 폐비 신씨는 후환을 염려한 반정공신 박원종 등에 의하여 폐출되었다. 그 후 새 왕비가 된 장경왕후 윤씨가 사망하자 이 세 사람은 각자의 직인을 소나무 가지에 걸고, 관직에서 물러남은 물론 죽음을 각오하고, 신씨의 복위 상소를 올렸다. 후에 유림들은 이들을 추모하기 위해 비와 함께 비각을 세우고 삼인대라고 불렀다.
삼인(三印)이란 세 개의 인장이라는 뜻이다.